# Симпсон-Миллер, Поршия
Лукреция Поршия Симпсон-Миллер (род. 12 декабря 1945 года) — ямайский политический деятель, премьер-министр Ямайки с 30 марта 2006 по 11 сентября 2007 года и с 5 января 2012 года по 3 марта 2016 года. Первая женщина — премьер-министр в истории Ямайки. Лидер Народной национальной партии.

## Биография
Поршия Симпсон-Миллер получила высшее образование в Майами (США) по специальности: управление, информатика, программирование. Была дважды избрана премьер-министром Ямайки. На выборах, прошедших 29 декабря 2011 года, Народная национальная партия одержала победу, получив 41 место из 60 в парламенте. После победы на выборах в декабре 2011 года Симпсон-Миллер стала вторым человеком с момента обретения независимости, который занимал пост премьер-министра не подряд (первым был Майкл Мэнли). 
Находясь на посту премьер-министра, Симпсон-Миллер сохранила должности министра обороны, развития, информации и спорта. Она также занимала посты министра труда, социального обеспечения и спорта, министра туризма и спорта и министра местного самоуправления. Народная национальная партия под её руководством уступила Лейбористской партии Ямайки на «самых тесных» в истории страны всеобщих выборах февраля 2016 года всего на одно место.

## Награды
- Симпсон-Миллер в 2012 году, по версии журнала Time, вошла в 100 самых влиятельных людей мира.
- Симпсон-Миллер в 2011 году, по версии газеты The Gleaner and Observer, получила звание «Человека года»[4].